# Архиепархия Арекипы
Архиепархия Арекипы (лат. Archidioecesis Arequipensis) — архиепархия Римско-Католической церкви с центром в городе Арекипа, Перу. В митрополию Арекипы входят епархии Пуно, Такна-и-Мокегуа, территориальные прелатуры Аявири, Чукибамба, Хули. Кафедральным собором архиепархии Арекипы является церковь Пресвятой Девы Марии, имеющая статус малой базилики.

## История
16 апреля 1577 года Римский папа Григорий XIII издал буллу «Apostolatus officium», которой учредил епархию Арекипы, выделив её из архиепархии Лимы. Образование епархии задержалось до 1609 года, когда Римский папа Павел V дал официальное разрешение на формирование структур епархии. В 1614 году Святой Престол определил границы епархии. В 1619 году в Арекипе была создана епархиальная семинария.
В 1880 году епархия Арекипы передала часть своей территории в пользу территориальной прелатуры Тарапаки (сегодня — Епархия Икике). 20 декабря 1929 года епархия Арекипы уступила часть своей территории этой же епархии.
23 мая 1943 года епархия Арекипы была возведена в ранг архиепархии.
18 декабря 1944 года, 21 ноября 1957 года и 5 июня 1962 года архиепархия Арекипы передала часть своей территории в пользу возведения новых епархии Такны (сегодня — Епархия Такна-и-Мокегуа) и территориальных прелатур Каравели и Чукибамба.

## Ординарии архиепархии
- епископ Antonio de Hervías (15.04.1577 — 9.01.1579)
- епископ Cristóbal Rodríguez Juárez (16.01.1612 — 4.11.1613)
- епископ Juan de las Cabezas Altamirano (16.09.1615 — 19.12.1615)
- епископ Pedro de Perea Díaz (4.09.1617 — 1630)
- епископ Pedro de Villagómez Vivanco (2.08.1632 — 16.07.1640) — назначен архиепископом Лимы
- епископ Agustín de Ugarte y Sarabia (1624—1647)
- епископ Pedro Ortega Sotomayor (1647 — 27.11.1651) — назначен епископом Куско
- епископ Gaspar de Villarroel (11.12.1651 — 27.01.1659) — назначен архиепископом Сукре
- епископ Juan de Almoguera (1659 — 6.05.1674) — назначен архиепископом Лимы
- епископ Juan de la Calle y Heredia (10.07.1674 — 15.02.1676)
- епископ Antonio de León y Becerra (февраль 1677 — 28.08.1708)
- епископ Juan de Argüelles (1711—1713)
- епископ Juan Bravo Otálora de Lagunas (19.11.1714 — 27.09.1723)
- епископ Juan Cabero y Toledo (1725 — 20.03.1741)
- епископ Juan Bravo del Rivero y Correa (28.01.1743 — 22.05.1752)
- епископ Juan González Melgarejo (26.11.1753 — 6.03.1754)
- епископ Jacinto Aguado y Chacón (17.02.1755 — 18.07.1762) — назначен епископом Осмы
- епископ Diego Salguero de Cabrera (18.07.1763 — 2.12.1769)
- епископ Manuel de Abad e Illana (17.06.1771 — 1.02.1780)
- епископ Miguel González Bassecourt (10.12.1781 — 10.12.1784)
- епископ Pedro José Chávez de la Rosa (18.12.1786 — 9.05.1805)
- епископ Luis La Encina Díaz y Pereiro (9.12.1805 — 16.01.1816)
- епископ José Sebastian Goyeneche Barreda (14.04.1817 — 26.09.1859) — назначен архиепископом Лимы
- епископ Bartolomé Herrera (16.09.1859 — 1864)
- епископ Juan Calienes (27.03.1865 — 1866)
- епископ Juan Benedicto Torres (22.06.1868 — 1880)
- епископ Juan María Ambrosio Huerta (20.08.1880 — 1890)
- епископ Manuel Segundo Ballón (25.08.1898 — 1906)
- епископ Mariano Holguín (30.05.1906 — 24.12.1945)
- архиепископ Leonardo José Rodríguez Ballón (13/06/1946 — 7/07/1980)
- архиепископ Fernando Vargas Ruíz de Somocurcio (26.09.1980 — 2.03.1996)
- архиепископ Luis Sánchez-Moreno Lira (2.03.1996 — 29.11.2003)
- архиепископ José Paulino Ríos Reynoso (29.11.2003 — 21.10.2006)
- архиепископ Javier Augusto Del Río Alba (21.10.2006 — по настоящее время)

## Источник
- Annuario Pontificio, Ватикан, 2007